# Rémi Brague
Rémi Brague (París, 8 de septiembre de 1947) es profesor emérito de Filosofía Medieval en la Sorbona de París y de Historia del Cristianismo Europeo en la Ludwig-Maximilians-Universität München, además de director del centro de investigación "Tradición del Pensamiento Clásico" de la Sorbona. Autoridad internacional de la cultura musulmana de todos los tiempos.

## Biografía
Educado en París, comenzó su carrera como estudiante de filosofía griega, para continuar con el hebreo y el árabe. La mayor parte de su trabajo ha tenido lugar en la intersección de las tres religiones abrahámicas. Es autor de numerosos libros sobre la historia clásica y medieval intelectual, la religión, la identidad nacional, la literatura y la ley, y es quizás mejor conocido en el mundo de habla inglesa por su libros Eccentric Culture: A Theory of Western Civilization y The Law of God: The Philosophical History of an Idea.
Brague ha desarrollado algunos de los principales puntos de vista sobre la historia intelectual de Occidente en diálogo con el destacado teórico político Leo Strauss: Brague ha dicho que "Leo Strauss me enseñó que cuando se lee un texto, debe estar abierto a la posibilidad de que contenga diferentes niveles de significado".

## Premios y distinciones
Brague ha recibido numerosos premios, entre otros:
- honores del Centro Nacional para la Investigación Científica.
- honores de la Academia de Ciencias Morales y Políticas.
- Premio Josef Pieper-Preis (2009).[6]
- Gran Premio de Filosofía de la Academia Francesa (2009).[7]
- Premio Ratzinger de Teología (2012), junto con Brian E. Daley, otorgado por la Fundación Ratzinger.[8]
- Caballero de la Orden Nacional de la Legión de Honor (2013).
- Además, Brague ha sido profesor visitante en el Boston College, la Universidad de Boston, la Universidad Estatal de Pensilvania y muchas otras instituciones de todo el mundo.
- Doctor honoris causa de la Universidad CEU San Pablo (2020).[9]